# Patricia Gualinga
Patricia Gualinga Montalvo est une défenseuse des droits humains et des droits des autochtones du peuple kichwa de Sarayaku dans l'Amazonie équatorienne,.
Elle est la tante des militantes Nina Gualinga et Helena Gualinga. Sa mère Cristina Gualinga (en) est une écologiste. Sa sœur Noemí Gualinga (en) est investie dans la politique locale tandis que son frère Eriberto Gualinga est un cinéaste qui documente l'activisme à Sarayaku.

## Militantisme
Gualinga est la directrice des relations internationales du peuple Kichwa de Sarayaku.
Elle dirige le groupe de femmes du peuple kichwa de Sarayaku pendant six ans. Elle organise des ateliers pour apprendre aux femmes à parler au nom de la communauté, à répondre aux médias et à contredire les arguments des industries et des gouvernements.
En 2012, Gualinga est impliquée dans une affaire à la cour interaméricaine des droits de l'homme,. Le gouvernement équatorien a autorisé l'exploration pétrolière par la compagnie pétrolière argentine Compañía General de Combustibles sur le territoire détenu par les Sarayaku ; la communauté locale s'y impose par des manifestations et par un procès en justice. La communauté remporte l'affaire, dans laquelle le gouvernement équatorien est reconnu coupable d'avoir violé les droits humains, n'ayant pas consulté la communauté locale avant de donner cette autorisation. L'appropriation de terres communautaires pour les industries extractives sans consentement libre, préalable et éclairé est jugée illégale. Ayant défendu avec succès les terres sarayaku dans l'affaire de 2012, Gualinga intente ensuite des procès similaires à des entreprises chinoises.
En 2018, Gualinga est invitée à la COP23.
Elle est porte-parole de la proposition dirigée par les autochtones Kawsak Sacha, qui appelle à la protection juridique de l'Amazonie équatorienne.

## Menaces de mort
Gualinga est victime d'une violation de domicile le 5 janvier 2018 par un homme qui entre en brisant une fenêtre avec un jet de pierre et lui a crie « la prochaine fois je te tuerai ». L'agresseur, poursuivi par un policier, parvient à s'échapper.
Cela s'inscrit dans un contexte plus large de menaces et de harcèlement envers les militants autochtones. Le collectif de défense des droits indigènes Mujeres Amazónicas (en) publie le 9 mars 2020 une pétition signée plus de 250 000 fois et se plaignant de l'enlisement des enquêtes. L'Équateur ratifie l'accord d'Escazú en février 2020, un engagement des pays d'Amérique latine à protéger l'environnement et ses militants,.